# Kyllinga pumila
Kyllinga pumila är en halvgräsart som beskrevs av André Michaux. Kyllinga pumila ingår i släktet Kyllinga och familjen halvgräs. Inga underarter finns listade i Catalogue of Life.

## Bildgalleri

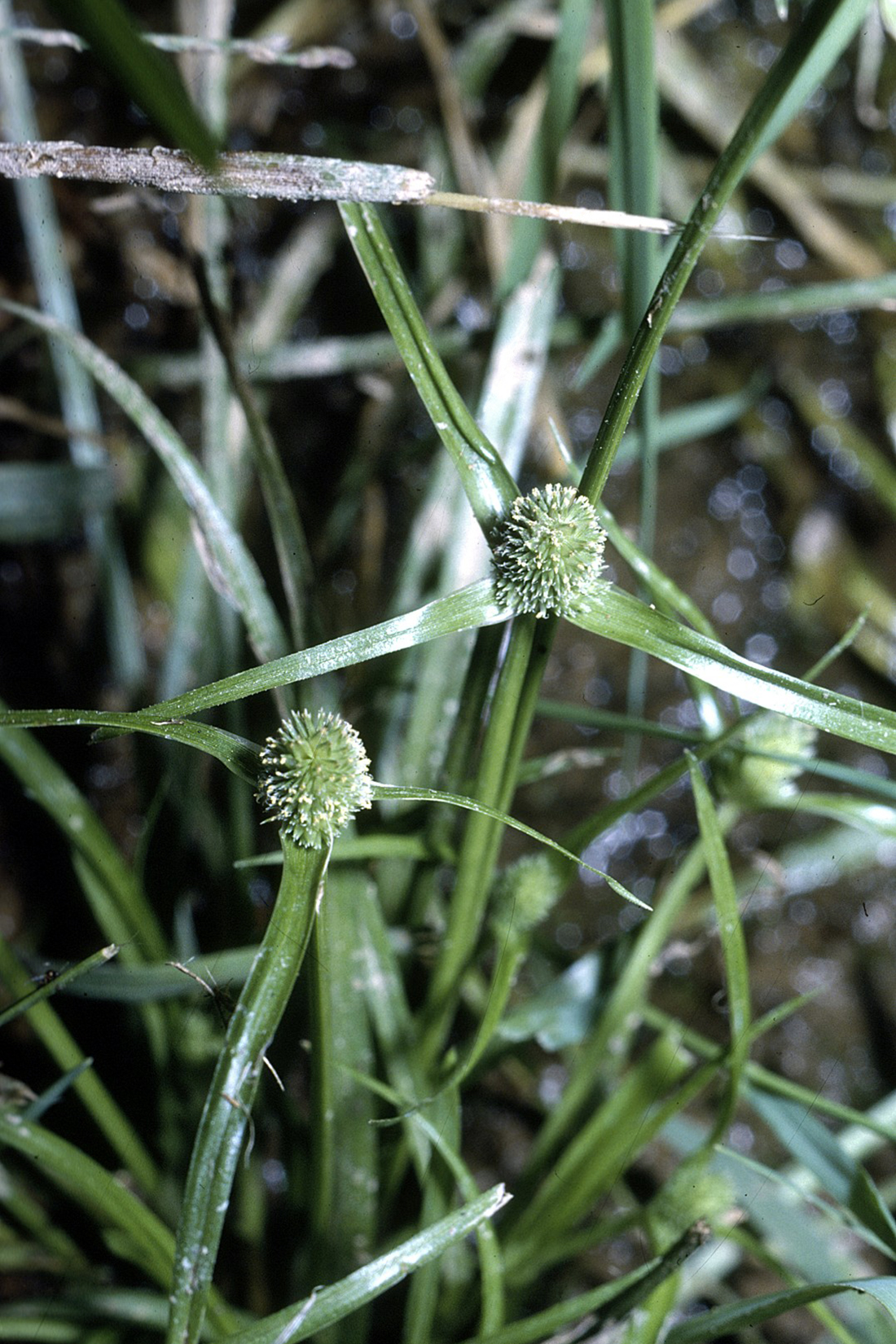